# Lilla Krokgölen
Lilla Krokgölen är en sjö i Norrköpings kommun i Östergötland och ingår i Kilaåns huvudavrinningsområde. Sjöns area är 0,008 kvadratkilometer och den är belägen 100 meter över havet.